# 森特維爾鎮區 (阿肯色州耶爾縣)
森特維爾鎮區（英語：Centerville Township）是位於美國阿肯色州耶爾縣的一個行政鎮區。

## 地方資料
森特維爾鎮區的面積為89.23平方千米，當中陸地面積為87.23平方千米，而水域面積為2.00平方千米。根據2010年美國人口普查的數據，當地共有人口1179人，而人口密度為每平方千米13.21人。